# Pyrrosia schimperiana
Pyrrosia schimperiana är en stensöteväxtart som först beskrevs av Georg Heinrich Mettenius och Oskar Kuhn och som fick sitt nu gällande namn av Arthur Hugh Garfit Alston.
Pyrrosia schimperiana ingår i släktet Pyrrosia och familjen Polypodiaceae. Utöver nominatformen finns också underarten Pyrrosia schimperiana liebuschii.